# Roland Boekhout

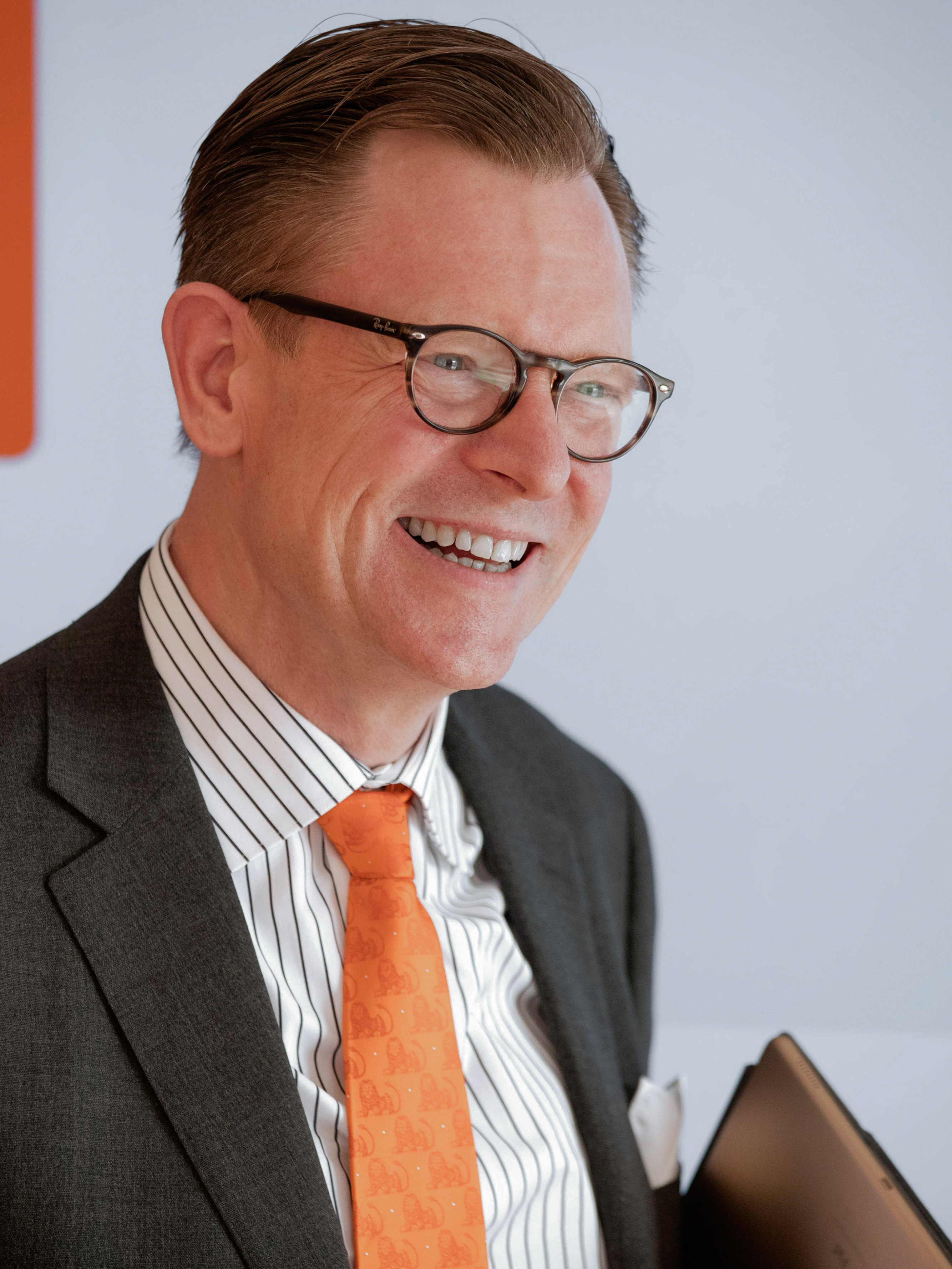
Roland Boekhout (2017)

Roland Boekhout (* 30. Juli 1963 in Südafrika) ist ein niederländischer Manager. Er war von 2010 bis 2017 Vorstandsvorsitzender der ING-DiBa und anschließend in der Führung der ING Groep tätig. Von Januar 2020 bis Dezember 2020 war Boekhout Leiter des Firmenkundengeschäfts der Commerzbank.

## Leben
Boekhout studierte Betriebswirtschaftslehre an der Erasmus-Universität in Rotterdam und absolvierte das General Management-Programm CEDEP an der INSEAD in Fontainebleau. Nach seiner ersten Anstellung bei Unilever in den Niederlanden von 1988 bis 1991 wechselte Boekhout zur ING Groep.
Er war zunächst Credit Analyst bei der ING Bank. Zwei Jahre später wechselte er zur ING Capital Holdings nach New York, wo er bis zum Vice-President aufstieg. 1997 ging er als Direktor für das Corporate Banking zu ING Barings in Warschau, wo er 1999 in das Executive Committee berufen wurde. Von 2000 bis 2004 war Boekhout zunächst CFO und Chief Strategy Officer bei der Versicherungssparte und danach Mitglied des Executive Board von ING Commercial America Mexico.
Ab 2004 war Roland Boekhout General Manager von ING Retail/Sales in den Niederlanden und wurde 2007 zum CEO von RVS Insurance benannt. Ab 2008 war er als CEO von ING Commercial Banking Central and Eastern Europe tätig und damit verantwortlich für elf Länder.
Seit dem 1. Januar 2020 leitet Boekhout das Firmenkundengeschäft der Commerzbank. Im November 2020 wurde bekannt, dass Boekhout dem Aufsichtsrat eine einvernehmliche Beendigung seines Vertrages anbot, was dieser annahm. Die Bestellung von Roland Boekhout zum Vorstand endet damit zum 31. Dezember 2020.
Seit 2021 ist Boekhut External Advisor bei Bain & Company und beim Fintech RAQUEST GmbH im Beirat tätig (u. a. zusammen mit Peer Steinbrück).
Boekhout hat vier Kinder.